# La Haute-Yamaska
La Haute-Yamaska ist eine regionale Grafschaftsgemeinde (französisch municipalité régionale du comté, MRC) in der kanadischen Provinz Québec.
Sie liegt in der Verwaltungsregion Montérégie und besteht aus acht untergeordneten Verwaltungseinheiten (zwei Städte, drei Gemeinden, zwei Kantonsgemeinden und ein Dorf). Die MRC wurde am 3. März 1982 gegründet. Der Hauptort ist Granby. Die Einwohnerzahl beträgt 88.306 (Stand: 2016) und die Fläche 636,81 km², was einer Bevölkerungsdichte von 138,7 Einwohnern je km² entspricht.

## Gliederung
Stadt (ville)
- Granby
- Waterloo

Gemeinde (municipalité)
- Roxton Pond
- Saint-Alphonse-de-Granby
- Saint-Joachim-de-Shefford

Kantonsgemeinde (municipalité de canton)
- Sainte-Cécile-de-Milton
- Shefford

Dorf (municipalité de village)
- Warden

## Angrenzende MRC und vergleichbare Gebiete
- Brome-Missisquoi
- Acton
- Les Maskoutains
- Rouville
- Le Val-Saint-François
- Memphrémagog